# レナルト
レナルト (Lenart) は、スロベニアの北東の町であり、地方行政区画としての市でもある。